# Ea Hiao
Ea Hiao là một xã thuộc tỉnh Đắk Lắk, Việt Nam.
Xã Ea Hiao có diện tích 128,87 km², dân số năm 1999 là 10449 người, mật độ dân số đạt 81 người/km². Là một xã năm phía đông bắc của huyện EaH'leo. Xã Eahiao gồm có 4 buôn (Buôn Krai, Buôn Bir, Buôn Hiao, Buôn Krai) và 11 thôn